# Henry Inman
Pour les articles homonymes, voir Inman.
Henry Inman, né le 20 octobre 1801 à Utica (État de New York) et mort le 17 janvier 1846 à New York, est un peintre américain.

## Biographie
Arrivé à New York en 1812 avec sa famille, Henry Inman est d'abord apprenti pendant sept ans dans l'atelier de John Wesley Jarvis, jusqu'en 1820. Devenu son associé, ils effectuent un voyage en Louisiane en 1821.
En 1822, Inman ouvre son propre atelier à New York avec Thomas Seir Cummings (en). Il se spécialise dans le portrait et atteint rapidement une certaine notoriété.
En 1826, il est l'un des fondateurs de la National Academy of Design dont il est le premier vice-président, jusqu'en 1831.
Il s'installe ensuite dans les environs de Philadelphie où il s'associe à Cephas Grier Childs pour la publication de lithographies. Il enseigne alors à la Pennsylvania Academy of Fine Arts, dont il devient directeur en 1834.
En 1844-45, il effectue un séjour d'une année en Grande-Bretagne où il exécute de nombreux portraits de célébrités.

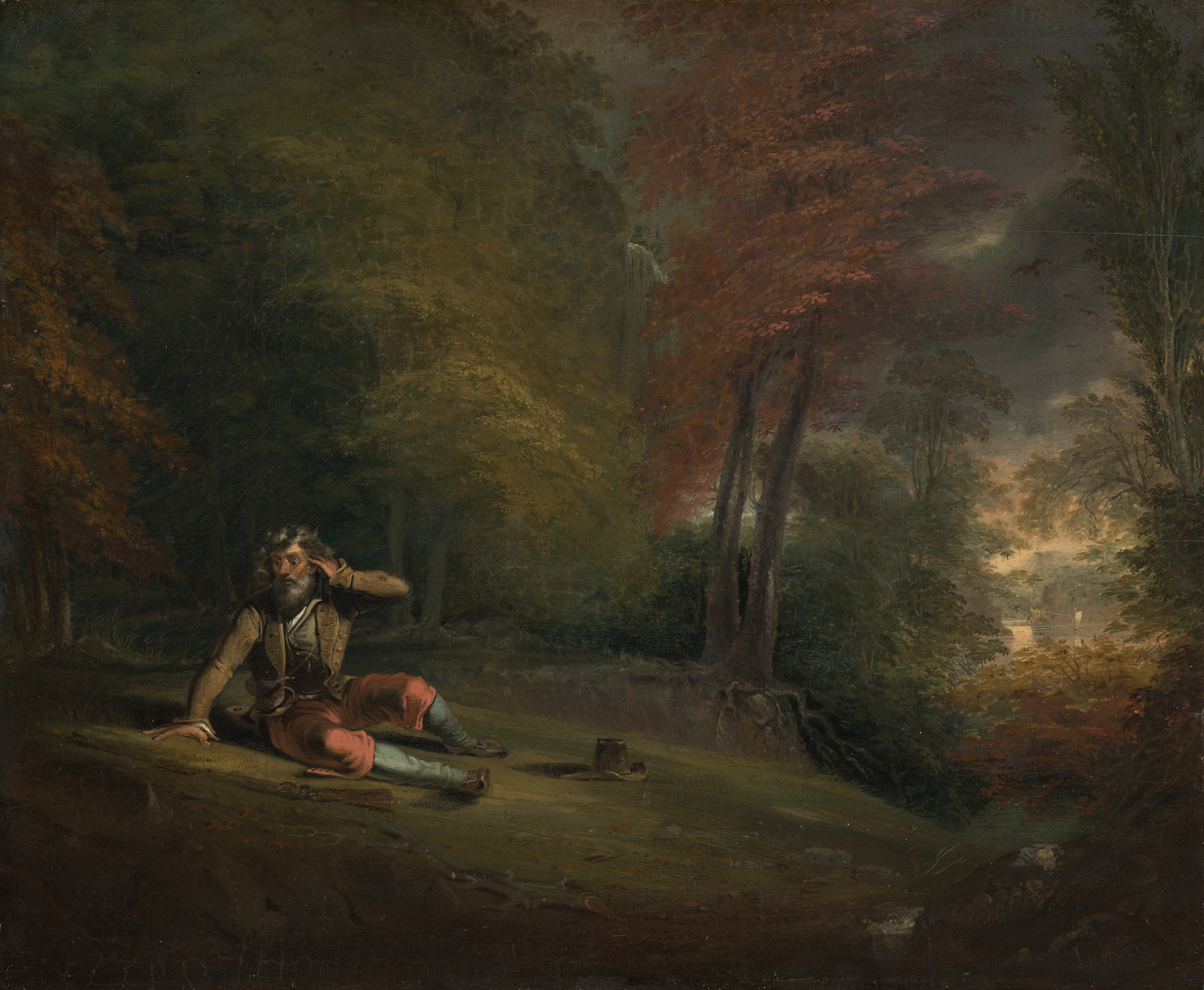
Henry Inman, Rip Van Winkle Awakening from his Long Sleep (« Le réveil de Rip Van Winkle après son long sommeil »), huile sur bois, 1823, National Gallery of Art.

## Œuvre
Excellent portraitiste, Inman peint aussi des peintures de genre et des paysages. Mais ce sont ses portraits qui l'ont rendu célèbre. Il a notamment réalisé plus de 30 portraits d'indiens, parmi lesquels une douzaine font partie des collections de la Maison-Blanche.